# Bataille de Lacolle
Pour les articles homonymes, voir Lacolle (homonymie).
Rébellion des Patriotes
Batailles
Saint-Denis – Saint-Charles – Saint-Eustache – Beauharnois – Baker's farm – Lacolle – Odelltown
La bataille de Lacolle est une série de deux affrontements entre les miliciens loyaux à l'Empire britannique commandés par le major John Scriver et les Frères chasseurs du docteur Côté, organisation secrète issue du Parti patriote et qui souhaite instaurer une république au Bas-Canada. L'objectif des Frères chasseurs est de rétablir les communications entre leur base principale de Napierville et la frontière américaine, d'où ils pourraient obtenir les armes nécessaires au soulèvement de 1838 de la rébellion des Patriotes. Les Frères chasseurs arriveront à ouvrir le chemin le 6 novembre 1838, mais seront vaincus alors qu'ils tentent de ramener un chargement d'armes et de canons le 7 novembre 1838.

## Contexte
La bataille de Lacolle est un événement important de la seconde phase de la rébellion des Patriotes. Après la Conquête de 1760, la Nouvelle-France disparaît. Elle laisse dans son naufrage près de 60 000 Canadiens, désormais restreints à la vallée du Saint-Laurent et à celle du Richelieu. Si la Couronne britannique prévoit initialement l’assimilation pour ses nouveaux sujets, la faiblesse de l'immigration britannique sur les rives du Saint-Laurent combinée au besoin d'apaisement des Canadiens face aux révolutions américaines et françaises mène les autorités britanniques à mener une politique de conciliation. L'Acte de Québec de 1774 puis l'Acte constitutionnel de 1791 mettent en place des structures et des politiques qui permettent aux élites de l'ancienne Nouvelle-France d'envisager un futur au sein de l'Empire britannique.
En effet, la constitution de 1791 permet aux Canadiens de s'initier au jeu parlementaire. Rapidement, des élus francophones viennent former la majorité de la chambre d'Assemblée et se forment peu à peu en un véritable parti politique : le Parti canadien. En 1826, il devient le Parti patriote. Composé essentiellement de Français et d'Irlandais, le parti a une conception libérale d'une société où la majorité détiendrait le droit de se gouverner elle-même dans le cadre des institutions coloniales britanniques. Face à eux, un parti essentiellement anglo-écossais se met en place : le Parti bureaucrate, aussi appelé Parti tory. Appuyant sans limites le gouverneur, ses membres souhaitent avant tout préserver leur influence sur la colonie, dont ils contrôlent tant l'économie que le gouvernement ainsi que de combattre toute volonté de préserver les droits de la majorité francophone. Bien que théoriquement dépendant du pouvoir de taxation des députés, le gouverneur est en réalité en contrôle des revenus des terres de la Couronne, ce qui lui permet de se passer de l'avis des élus, surtout lorsque ceux-ci représentent une minorité mal tolérée dans l'Empire.

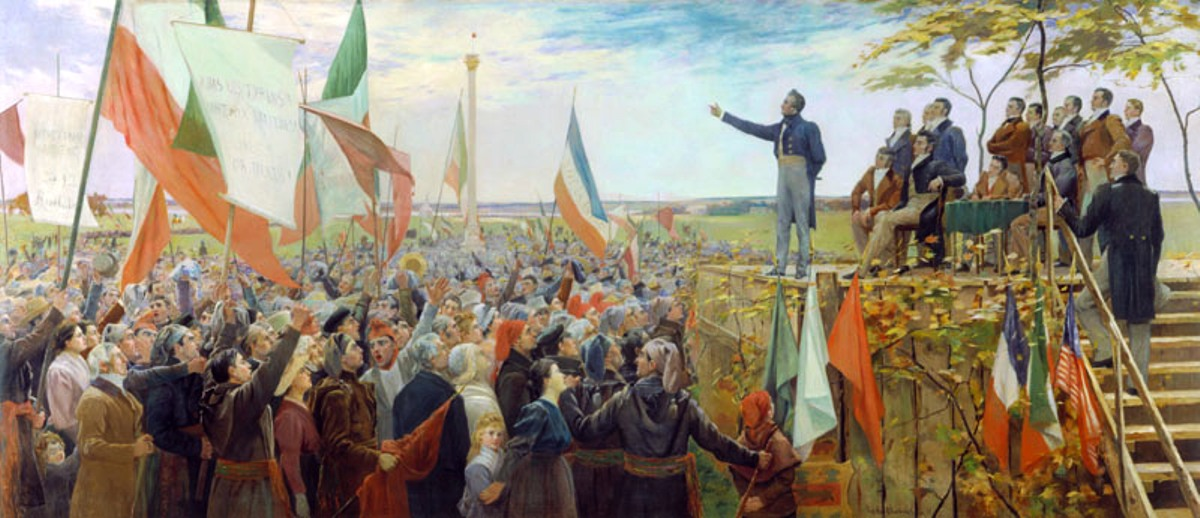
Assemblée anti-coercitive à l'été 1837. Le mouvement patriote est un mouvement démocratique et populaire d'une ampleur inégalée à l'époque

Dans les années 1830, plusieurs crises culminent en une rébellion armée. Tout d'abord, une crise sociale.  De mauvaises récoltes causées par le morcellement des terres et des conditions climatiques difficiles viennent noircir les années 1836 et 1837. Une épidémie de choléra en 1832 affaibli fortement l'économie de la colonie dès 1832. Mais la concentration des richesses dans les mains de la minorité anglophone et de la clique du château, couplée au confinement d'une immense majorité des francophones dans une agriculture de subsistance, pousse rapidement la crise sociale au niveau d'une crise politique. Par la vertu de son poids démographique, la majorité française et son émanation, le Parti patriote, contrôlent la chambre d'assemblée. Mais ils réalisent vite qu'ils n'ont aucune influence réelle, le gouverneur exerçant un contrôle complet sur la colonie et faisant régulièrement fi des élus. Ces tensions exploseront d'ailleurs au Haut-Canada, mais sans commune mesure avec les troubles du Bas-Canada. La raison en est fort simple : une troisième crise découle des deux crises déjà présentées : une crise nationale. Lord Durham met d'ailleurs cette crise au centre de son célèbre rapport. «Je m'attendais à trouver un conflit entre un gouvernement et un peuple ; je trouvai deux nations en guerre au sein d'un même État : je trouvai une lutte, non de principes, mais de races.». Du côté des rares écrits patriotes, soulevons également Philippe Napoléon Pacaud qui écrivait après la victoire de Saint-Denis que «nous luttions bien contre les forces du despotisme, mais nous avions surtout du plaisir à mettre des Anglais en joue».

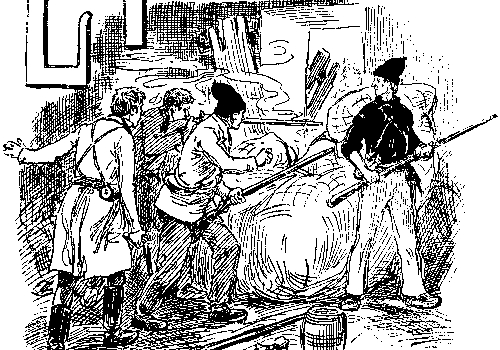
Victoire à Saint-Denis pour les patriotes s'opposant à l'arrestation de leurs chefs

Incapables de vaincre les patriotes électoralement, les groupes loyalistes décident de recourir à la violence. La formation de groupes paramilitaires tel que le Doric Club provoque un raidissement du mouvement patriote. Le leadership patriote réagit avec la fondation des Fils de la Liberté, visant à protéger les patriotes des exactions loyalistes. La montée de la violence vient provoquer une mutation dans la crise politique: les camps se divisent de plus en plus sur une base ethnique plutôt que politique. Les autorités décident donc d'en finir: elles publient des ordres d'arrestation visant les principaux chefs patriotes tandis que les militants loyalistes décident de prendre les choses en main et tentent de lyncher Louis-Joseph Papineau à sa résidence du marché Bonsecours. Les députés patriotes fuient Montréal pour se réfugier au milieu des centres patriotes de Saint-Eustache et Saint-Denis. L'armée décide d'aller les y arrêter et c'est pour s'opposer à l'arrestation des élus patriotes de Saint-Denis que la première bataille sera livrée. La victoire patriote vient changer la donne: d'une opposition politique, on est passé à une insurrection armée que nul n'avait prévue face à la première puissance mondiale. Mais l'impréparation d'un mouvement politique démocratique à faire face à un conflit militaire empêche les patriotes de profiter de leur victoire. À Saint-Charles puis à Saint-Eustache, l'armée britannique écrase les principaux bastions patriotes et disperse leurs chefs, tout en exerçant une répression très violente. Réfugiés aux États-Unis, les derniers leaders patriotes se rassemblent à Middleburry afin de planifier la suite. Les modérés groupés autour de Papineau sont mis en minorité par les plus militants, comme Robert Nelson et le docteur Côté. Prenant la tête du mouvement, les radicaux fondent la société des Frères chasseurs, une organisation secrète, et préparent un soulèvement à l'hiver 1838 afin de faire du Bas-Canada une république indépendante.

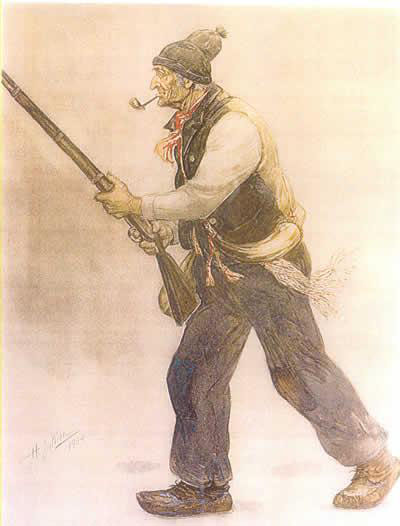
Combattant patriote équipé d'un fusil de chasse

Le plan d'action de Nelson est articulé en deux blocs. Premièrement, à travers la colonie, des camps doivent se former un peu partout afin d'y concentrer les Frères chasseurs de leurs régions. Ces camps doivent être approvisionnés secrètement en armes avant le soulèvement. Ainsi concentrés, les rebelles doivent s'emparer des points d'appui britanniques aux alentours et attendre les secours du second bloc : une armée d'insurgés venant des États-Unis où ils s'étaient réfugiés après 1837. La date du soulèvement est prévue le 4 novembre 1838 afin d'empêcher l'Angleterre de dépêcher des renforts avant la fonte des glaces au printemps suivant.
La formation des camps se déroule comme prévu, mais le manque criant d'armes, interceptées par les patrouilles loyalistes à la frontière, empêche la majorité d'entrer en insurrection. Néanmoins, plusieurs entrent en action. Le camp de Saint-Constant fait courir la panique en s'attaquant aux maisons des loyalistes des alentours. Les Frères chasseurs de Sainte-Martine combattent les miliciens loyalistes du Camp Baker avant de se replier vers le camp de Napierville. Ceux de Beauharnois sous le commandement de Chevalier de Lorimier s'emparent du Manoir Ellice et capturent un bateau à vapeur. Les patriotes de Châteauguay quant à eux tentent d'attirer les Iroquois à leur cause. Terrebonne, Montarville, Sorel, Saint-Athanase voient des concentrations importantes de rebelles s'effectuer. La principale base d'opérations reste néanmoins le camp de Napierville, où Charles Hindelang rassemble plus de 3000 hommes en présence du Président lui-même: Robert Nelson.

## Avant la bataille

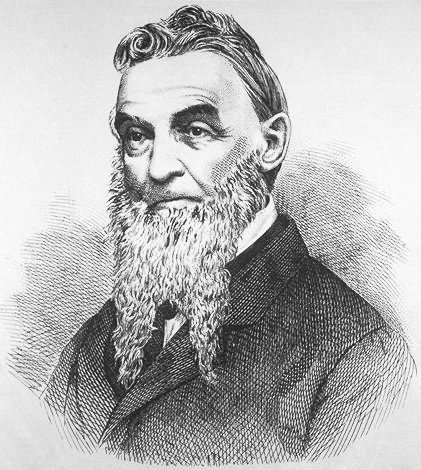
Robert Nelson, Président de la République du Bas-Canada

Alors que les deux camps se mobilisent, la principale faiblesse du côté patriote est son manque d'arme. Des dépôts ont pourtant été constitués aux États-Unis pour équiper les Frères chasseurs des différents camps, mais la frontière est toujours aux mains des loyalistes. Ceux-ci coupent donc toute possibilité de relier le grand camp de Napierville et ses milliers de volontaires désarmés aux dépôts d'armes constitués justement pour eux. Nelson considère avec justesse que sa priorité est donc d'établir une ligne de communication sécuritaire. Il organise donc une troupe composée des Frères chasseurs les plus fiables et leur assigne le maximum d'armes disponibles. Commandée par le second de Nelson, le docteur Cyrille Octave Côté, la troupe se met en route.

### Les forces en présence

#### Frères chasseurs
Du côté patriote, Côté, faisant office de colonel, a sous ses ordres le colonel Julien Gagnon, natif de la région et qui fait office de second et de guide. Il peut également compter sur Narcisse Grégoire et Joseph Morin afin d'encadrer sa troupe. Autour d'eux se rassemblent une soixantaine des meilleurs fantassins du camp et 39 cavaliers.

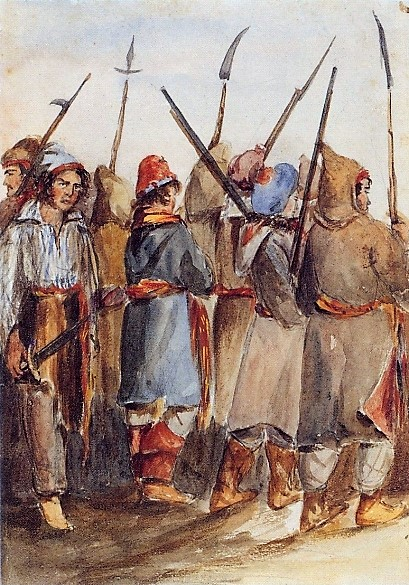
La principale faiblesse des Frères-Chasseurs est leur manque d'armes. On peut le voir dans cette image de l'époque.

Après les combats du 6 novembre, ils seront rejoints par d'autres Frères chasseurs ainsi que des volontaires américains sympathiques à la cause patriote. Un certain Benjamin Mott commande en effet à une quarantaine d'Américains escortant un premier chargement d'armes pour le camp de Napierville: 400 fusils, un canon et des munitions. Côté peut alors compter sur 171 hommes bien armés alors qu'il entame la route du retour vers le grand camp. On sait également que les loyalistes de la région, sans doute paniqués de leur défaite initiale, rapportent à leurs supérieurs le chiffre de 400 à 500 hommes.

#### Miliciens loyalistes
Du côté des forces de la Couronne, les combats de 1838 seront entièrement à la charge des miliciens organisés par le gouvernement. Les soldats réguliers arriveront trop tard pour prendre part aux combats. À Lacolle, la garde est assurée par les 18 hommes du capitaine Fisher des Lacolle Loyals Volonteers. Des disparités importantes existent quant aux chiffres du soulèvement de 1838, très mal connu. Certains auteurs parlent d'une centaine de loyalistes qui auraient combattu cette journée-là. C'est d'ailleurs le chiffre qui sera rapporté dans des journaux américains.
Armés et soldés par le gouvernement, les miliciens possèdent un équipement de meilleure qualité que l'armement disparate des Frères chasseurs tandis que leur entraînement a été entamé au début des troubles. Il s'agit donc d'une force avec laquelle il faut compter. Elle atteindra le nombre de 400 hommes en arme le lendemain, une fois le Lacolle Loyal Volonteers renforcé par les loyalistes de Hemmingford, le West Sherrington Loyal Volonteers et le Lacolle Frontier Volonteers.

## La bataille

### 6 novembre: victoire patriote

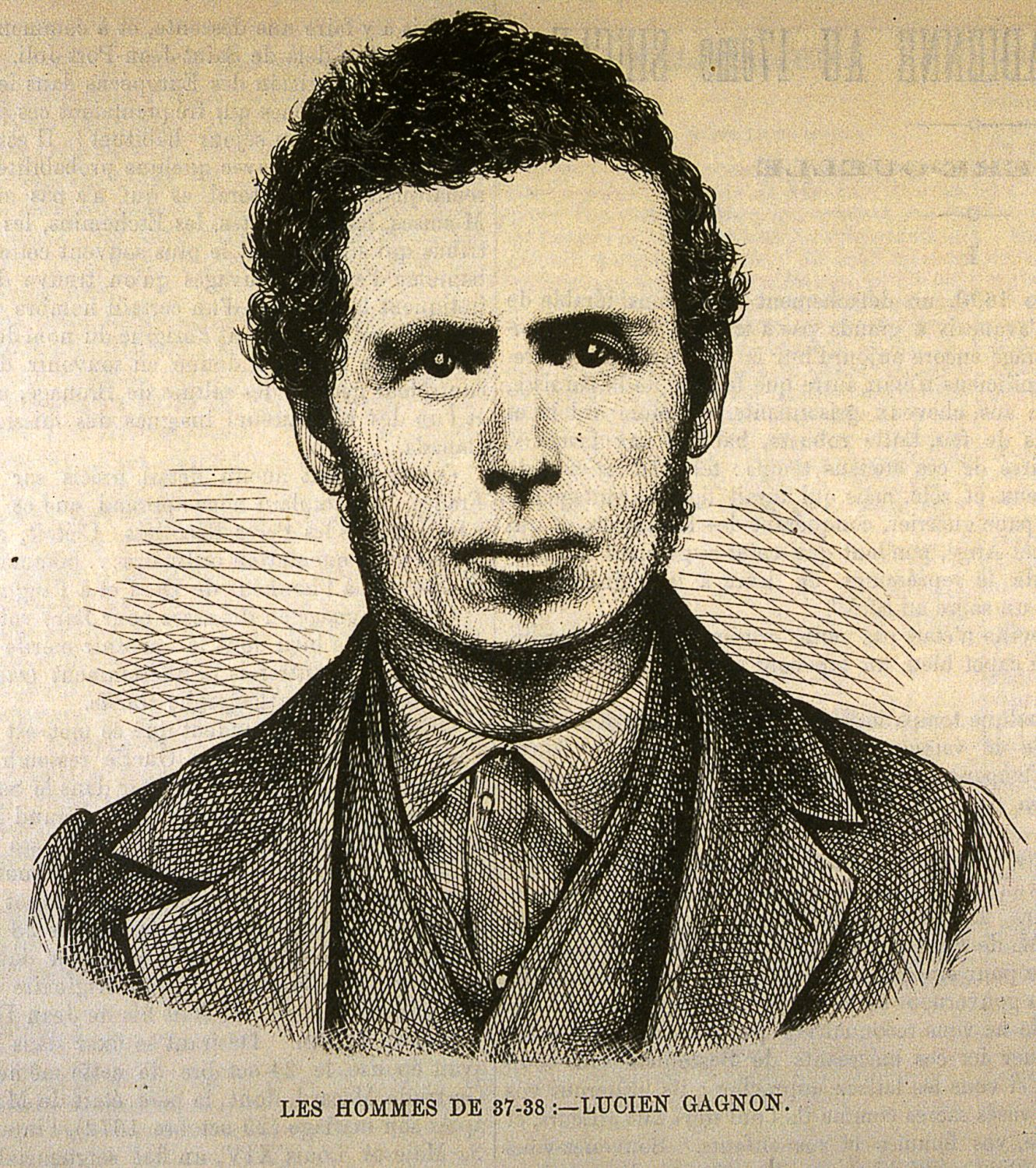
Lucien Gagnon, dit Julien, colonel des Frères chasseurs et second lors de la bataille de Lacolle

Au matin du 6 novembre, il fait un temps orageux. La petite troupe du docteur Côté marche vers la frontière et le dépôt d'armes de Rouse's Point. À 10 heures, les Frères chasseurs arrivent à l'intersection de la rivière Lacolle et de la route vers les États-Unis. Elle est dominée par un vieux moulin où sont retranchés les hommes de Fisher. Lui-même s'étant absenté pour une conférence avec ses collègues, c'est le lieutenant Hiram Odell qui ordonne à ses hommes de résister. Leurs tirs sont précis et au moins 4 cavaliers sont touchés. Néanmoins, au cours d'un bref combat, les Volonteers doivent se replier vers Odelltown afin de donner l'alerte au commandant de la région : le lieutenant-colonel Lewis Odell. Les Frères chasseur réussissent à passer et à rejoindre un détachement de renfort commandé par un officier français : Philippe Touvray.

### 7 novembre: victoire loyaliste
La nouvelle de l'attaque sur Lacolle provoque une réaction rapide des volontaires loyalistes. Odell demande immédiatement des renforts aux troupes de Hemmingford qui, sous les ordres du major John Scriver, se mettent aussitôt en route. Ainsi renforcés, les loyalistes lancent des patrouilles aux alentours pour repérer les forces patriotes. Celles-ci sont au repos à la ferme Bullis, à 180 mètres de la frontière américaine. Ils ont été rejoints par des volontaires américains et ont mis la main sur un chargement d'armes à ramener vers Napierville. Désormais à la tête de 170 hommes, Côté reprend la route vers le nord, emportant avec lui 400 fusils supplémentaires, 1 canon et des munitions. Convaincu d'avoir éliminé la présence ennemie sur son chemin après le combat du jour précédent et attendant de nouveaux chargements d'armes, il ne se presse pas et c'est en prenant son petit-déjeuner tranquillement qu'il reçoit la nouvelle de l'approche des renforts loyalistes vers 10 heures. Il fait un temps magnifique et on peut voir de loin les hommes de Scriver se déployer. Ils détruisent un pont sur le ruisseau Beaver malgré une tentative des Frères chasseurs de s'y opposer. Un bref combat voit les Frères chasseurs se replier afin de se regrouper autour de leur canon, mis en batterie à la ferme Bullis. Servi par l'américain Mott, le canon ouvre le feu, mais de si loin qu'il en devient inefficace.
Le major Scriver a donc tout le loisir de préparer son plan d'attaque. Il cherche à encercler les Frères chasseurs pour les empêcher de s'échapper avec leur précieux chargement d'armes. Les Lacolle Frontier Volonteers, sous les ordres du capitaine Edward March, doivent prendre l'offensive sur la droite afin de couper les Frères chasseurs de leurs renforts potentiels aux États-Unis. Les troupes de Hemmingford, sous les ordres directs de Scriver, doivent ensuite opérer un assaut frontal sur la ferme tandis qu'à gauche, la compagnie de milicien de Weldon doit empêcher tout repli vers le Richelieu. Le capitaine Fischer et ses hommes, impatients de venger leur défaite de la journée précédente, se dirigent quant à eux vers le nord afin de couper la route de Napierville.
Le Lacolle Frontier Volonteers lance son attaque en premier et est immédiatement pris sous le feu des Frères chasseurs commandés par un officier polonais, le colonel Ferdinand-Alphonse Oklowski. Bien commandés, les insurgés mettent en difficulté les troupes de Marsh et étaient sur le point de les mettre en déroute lorsque les compagnies de Scriver et de Weldon lancèrent une contre-attaque. Surpris par le nombre et l'efficacité des armes britanniques, les patriotes et leurs alliés américains durent reculer. La résistance s'effondra lorsque les combattants réalisèrent que leurs ennemis les avaient encerclés. Ils avaient déjà perdu une dizaine de morts et déploraient nombre de blessés. Le sauve-qui-peut fut général et les Frères chasseurs tentèrent de passer à travers les mailles du filet, abandonnant leurs armes. Quelques-uns réussirent à atteindre Napierville en passant par les bois tandis que d'autres trouvèrent refuge aux États-Unis. Les 400 fusils et les munitions tombèrent dans les mains des vainqueurs.

## Après la bataille.
La défaite était complète et sans appel. Certes, Nelson, entendant la fusillade, avait pu rassembler une centaine de combattants pour appuyer ses hommes, mais ils ne purent intervenir à temps, la bataille n'ayant durée qu'une demi-heure. On a pu identifier 8 morts du côté des Frères chasseurs : Joseph Mongeau, Pierre Vézina, Jacques Blain, François Roy, Joseph Létourneau, Jean Pilotte et les officiers Joseph Morin et Narcisse Grégoire tandis que du côté loyaliste, nous avons les noms de 4 victimes : les frères William, Robert McIntyre et James Allen. De nombreux blessés figurent au nombre des pertes des deux côtés.

## Conséquences

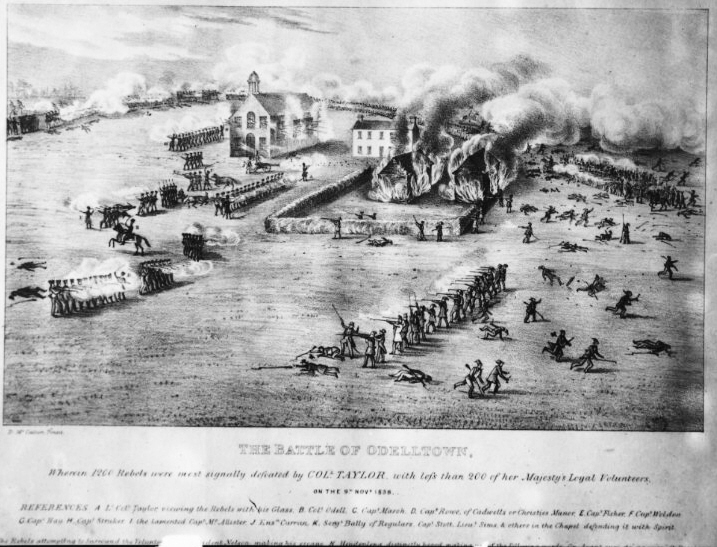
À la bataille d'Odelltown, les Frères-Chasseurs tenteront désespérément de réparer leur défaite de Lacolle.

La bataille de Lacolle fut un désastre pour les forces insurgées. En trente minutes, Nelson avait perdu ses deux principaux lieutenants : Côté et Gagnon, le précieux chargement d'armes, incluant un canon, qui était vital pour le camp de Napierville ainsi que la partie la mieux armée et la plus motivée de son armée. Privé de communications avec les patriotes réfugiés aux États-Unis, il ne pouvait être question d'obtenir de nouvelles armes afin d'équiper ses hommes pour le choc avec l'armée de Colborne qui arriverait bientôt de Montréal. Les Frères chasseurs devront lancer leurs dernières forces dans la bataille afin de rétablir la situation. Pour certains auteurs, la défaite de Lacolle est le point tournant signant l'échec du soulèvement de 1838. Cette bataille finale aura lieu à Odelltown le 9 novembre 1838.